# Liste der Monuments historiques in Granges-Aumontzey
Die Liste der Monuments historiques in Granges-Aumontzey führt die Monuments historiques in der französischen Gemeinde Granges-Aumontzey auf.

## Liste der Objekte
| Bezeichnung                             | Beschreibung                                    | Standort                                             | Kennzeichnung | Schutzstatus | Datum | Bild |
| --------------------------------------- | ----------------------------------------------- | ---------------------------------------------------- | ------------- | ------------ | ----- | ---- |
| Gefallenendenkmal des Ersten Weltkriegs | Marmor, Ölfarbe auf Leinwand, maroufliert, 1920 | Granges-sur-Vologne, in der Kirche St-Georges (Lage) | PM88001489    | Inscrit      | 2008  |      |